# Reliability engineering
Reliability engineering is de discipline die zich richt op het bestuderen en optimaliseren van de betrouwbaarheid van een technisch systeem of component zodat deze in staat is om te voldoen aan de gewenste functies.
De beste methode voor het neerzetten en continu verbeteren van het preventief onderhoudsprogramma van een (deel van een) technisch systeem is RCM; Reliability Centered Maintenance.

## Toepassingsgebied en technieken
- Analyse van systeembeschikbaarheid, functiegereedheid en gerelateerde toewijzing van betrouwbaarheids- en onderhoudsvereisten
- Analyse van functionele systeemstoringen en de afgeleide specificatie van eisen
- Analyse van inherente (systeem)ontwerpbetrouwbaarheid en de afgeleide specificatie van eisen voor zowel hardware- als softwareproducten
- Software (systematische) storingen
- Ontwerp van systeemdiagnose
- Fouttolerante systemen (bijv. door redundantie)
- Voorspellend en preventief onderhoud (bijvoorbeeld op betrouwbaarheid gericht onderhoud)
- Menselijke factoren, menselijke interactie en menselijke fouten
- Door fabricage en montage veroorzaakte fouten (effect op de gedetecteerde "0-uurs kwaliteit" en betrouwbaarheid)
- Door onderhoud veroorzaakte storingen
- Door transport veroorzaakte storingen
- Door opslag veroorzaakte fouten
- Gebruiks(belasting)studies, sterkteberekeningen en afgeleide vereistenspecificatie
- Testen van bezwijkmechanismen en betrouwbaarheid (en afgeleide eisen)
- Bewaking van veldstoringen en corrigerende maatregelen
- Reserveonderdelen-voorraad (beschikbaarheidscontrole)
- Technische documentatie, veiligheidsonderzoek en waarschuwingsanalyse
- Gegevens- en informatie-acquisitie/organisatie (opstellen van een algemeen gevarenlogboek voor betrouwbaarheidsontwikkeling en FRACAS-systeem)
- Chaos-engineering

## Algemene hulpmiddelen en technieken
- Fysica achter falen (PoF)
- Ingebouwde zelftest (BIT) (testbaarheidsanalyse)
- Bezwijkingsmodus en effectenanalyse (FMEA)
- Betrouwbaarheids-gevarenanalyse
- Betrouwbaarheids-blokdiagramanalyse
- Dynamische betrouwbaarheids-blokdiagramanalyse
- Foutenboomanalyse
- Analyse van de hoofdoorzaak
- Statistische onderzoeksplanning, ontwerp van experimenten - bijvoorbeeld met computersimulaties / eindige-elementenmethode of met testen en niet-computergestuurde simulaties
- Sneak circuit analyse
- Versneld testen
- Betrouwbaarheidsgroeianalyse (reactieve betrouwbaarheid)
- Weibull-analyse (voor het testen of voornamelijk "reactieve" betrouwbaarheid)
- Thermische analyse met de eindige-elementenmethode (FEA) en/of meting
- Thermisch geïnduceerde, schok- en trillingsmoeheidsanalyse door FEA en/of meting
- Elektromagnetische analyse
- Voorkomen van single point of failure (SPOF)
- Functionele analyse en functionele bezwijkingsanalyse (bijv. functie FMEA, FHA of FFA)
- Voorspellend en preventief onderhoud: Reliability Centered Maintenance (RCM) analyse
- Testbaarheidsanalyse
- Bezwijkmodus-analyse (normaal ook opgenomen in FMEA)
- Analyse van menselijke fouten
- Operationele gevarenanalyse
- Preventieve/geplande onderhoudsoptimalisatie (PMO)
- Handmatige screening
- Geïntegreerde logistieke ondersteuning